# Дружбинська сільська рада (Алейський район)
Дру́жбинська сільська рада (рос. Дружбинский сельский совет) — сільське поселення у складі Алейського району Алтайського краю Росії.
Адміністративний центр — село Дружба.

## Населення
Населення — 1029 осіб (2019; 1162 в 2010, 1310 у 2002).

## Склад
До складу сільської ради входять:
| Населений пункт      | Населення, осіб (2002) | Населення, осіб (2010) |
| -------------------- | ---------------------- | ---------------------- |
| Березовський, селище | 52                     | 3                      |
| Дружба, село         | 1258                   | 1159                   |